# Mario Venzago
Mario Venzago (* 1. Juli 1948 in Zürich) ist ein Schweizer Dirigent, Pianist und Arrangeur.

## Leben und Wirken
Venzago entstammt einer italienisch-deutschen Familie. Sein Bruder ist der Zürcher Fotograf und Filmemacher Alberto Venzago. Mario Venzago begann mit fünf Jahren Klavier zu spielen. Er studierte am Zürcher Konservatorium und der Universität Zürich und war Dirigierschüler von Erich Schmid. Zunächst arbeitete Venzago als Konzertpianist und Begleiter und reiste viel. Dann erhielt er eine feste Anstellung beim Radio der italienischsprachigen Schweiz (RTSI). Von dieser Periode seines Schaffens liegen Schallplattenaufnahmen vor. Venzago vervollständigte sein Dirigierstudium in Wien bei Hans Swarowsky und begann in Lugano zu dirigieren.
Von 1978 bis 1986 war er Dirigent des Winterthurer Stadtorchesters sowie Radiodirigent des Orchestre de la Suisse Romande und Kapellmeister am Luzerner Theater. Anschliessend wirkte er bis 1989 als Generalmusikdirektor der Stadt Heidelberg und als Chefdirigent der Deutschen Kammerphilharmonie Bremen. Von 1991 bis 1994 war er Chefdirigent der Grazer Oper und des Grazer Philharmonischen Orchesters.
Anschließend war er Chefdirigent des Sinfonieorchesters Basel (1997–2003) und des Baskischen Nationalorchesters San Sebastian (1999–2002). Von 2000 bis 2003 war er Künstlerischer Leiter (Musikdirektor) des Baltimore Music Summer Festival als Nachfolger von Pinchas Zukerman. Es folgte von 2002 bis 2009 eine Tätigkeit als Chefdirigent des Indianapolis Symphony Orchestra in den USA. Während dieser Zeit war er von 2004 bis 2007 zudem Chefdirigent der Göteborger Symphoniker in der Nachfolge von Neeme Järvi. Von 2008 bis 2020 war er „Schumann-Dirigent der Düsseldorfer Symphoniker“. Von 2010 bis 2021 wirkte er als Chefdirigent und Künstlerischer Leiter des Berner Symphonieorchesters und parallel dazu von 2010 bis 2019  als „Artist in Association“ der Tapiola Sinfonietta.
Er konzertierte mit Solisten wie u. a. Martha Argerich, Joshua Bell, Nelson Freire, Leila Josefowicz, Gidon Kremer, Lang Lang, Robert Levin, Radu Lupu, Mischa Maisky, Anne-Sophie Mutter, Aurèle Nicolet, Ohlson, Mikhail Pletnev, Gil Shaham, Jean Louis Steuerman, Christian Tetzlaff, Maxim Vengerov, Thomas Zehetmair, Krystian Zimerman oder Frank Peter Zimmermann, und arbeitete u. a. mit Francisco Araiza, Juliane Banse, Agnes Baltsa, Ben Heppner, Cornelia Kallisch, Yvonne Naef, Elsbeth Moser, Lucia Popp und Ruth Ziesak zusammen.
Venzago gründete in der Schweiz die Philharmonische Werkstatt, ein freiberufliches Sinfonieorchester.

### Gastdirigate
Venzago dirigierte als Gast zahlreiche bedeutende Orchester, auch im Rahmen von Festivals: so die Berliner Philharmoniker bei Salzburger Festspielen oder den Luzerner Festwochen. Unter anderem dirigierte er an das London Philharmonic Orchestra, das Philadelphia Orchestra, Boston Symphony Orchestra, das Royal Scottish National Orchestra, die Münchner Philharmoniker, das Münchener Kammerorchester, das Orchester des Bayerischen Rundfunks, das Gewandhausorchester, das NHK-Sinfonieorchester und das Bundesjugendorchester.
Venzago arbeitete als Operndirigent mit Regisseuren wie Ruth Berghaus oder Peter Konwitschny zusammen. 2000/2001 dirigierte er an der Mailänder Scala.

### Lehrtätigkeit
Von 1997 bis 2001 und 2005 bis 2007 bekleidete Venzago eine Professur an der Musikhochschule Mannheim.

### Wirken als Arrangeur
Venzago arrangierte eine eigene Orchesterfassung von Igor Strawinskys Les Noces. Ebenso brachte er eine eigene (Ur-)Fassung der Glagolitischen Messe (Glagolská mše), einer Kantate für Soli, Chor, Orchester und Orgel (1926) von Leoš Janáček, heraus. Er wirkte mit bei der Neubearbeitung von Othmar Schoecks Oper Das Schloss Dürande.

## Auszeichnungen
- Grand Prix du Disque
- Diapason d’or
- Prix Edison
- 2000: Ehrenmitglied Schoeck-Gesellschaft
- 2007: Ehrendirigent des Philharmonischen Orchesters der Stadt Heidelberg
- 2021: Ehrendirigent des Berner Symphonieorchesters

## Diskografie
- Anton Bruckner: Symphonien Nr. 0-9. Berner Symphonieorchester, Tapiola Sinfonietta, Konzerthausorchester Berlin, Northern Sinfonia, Sinfonieorchester Basel (cpo; 2010-2014)
- Gesamtaufnahme der sinfonischen Werke von Robert Schumann, Sinfonieorchester Basel (Novalis)
- Luigi Nono: Variazioni canoniche; Varianti; No hay caminos, hau ýque caminar; Incontri. Sinfonieorchester Basel; Mark Kaplan, Violine (Col legno; 2001)
- Maurice Ravel: Orchesterwerke (Novalis; 2003)
- Othmar Schoeck: Venus
- Othmar Schoeck: Penthesilea
- Brahms: Symphonies 1-4, Serenades 1 & 2. Mit  der Tapiola Sinfonietta (Sony Classical; 2018)
- Schubert „The finished Unfinished“. Sinfonie Nr. 8 in h-Moll, zu vier Sätzen vervollständigt von Mario Venzago; Basler Kammerorchester (Sony Classical; 2017)
- Schoeck: Das Schloss Dürande. Mit Robin Adams, Sophie Gordeladze, Uwe Stickert, Hilke Andersen, Berner Symphonieorchester, Theaterchor (claves; 2018)
- Othmar Schoeck: Vom Fischer und syner Fru. Mit Rachel Harnisch, Jörg Dürmüller, Jordan Shanahan, Musikkollegium Winterthur und Solisten (claves; 2018)